# ميخائيل سايمور
ميخائيل سايمور (بالإنجليزية: Michael Seymour)‏ هو رسام وسياسي أيرلندي وبريطاني (وحمل سابقاً جنسية المملكة المتحدة لبريطانيا العظمى وأيرلندا)، ولد في 3 ديسمبر 1802 في المملكة المتحدة، وتوفي في 23 فبراير 1887 في المملكة المتحدة. حزبياً، نشط في الحزب الليبرالي. في الانتخابات الفرعية في مجلس العموم البريطاني ‏، انتخب عضو برلمان المملكة المتحدة الـ18 عن دائرة Plymouth Devonport ‏ (9 أغسطس 1859 – 11 فبراير 1863).